# Спинола, Антониу ди
Антониу Себаштьян Рибейру ди Спинола (порт.  António Sebastião Ribeiro de Spinola; 11 апреля 1910, Эштремош, Португалия — 13 августа 1996, Лиссабон, Португалия) — португальский политический и военный деятель, губернатор Португальской Гвинеи в 1968—1973 годах, Президент Португальской республики в 1974 году.

## Биография
Антониу Себаштьян Рибейру ди Спинола (порт.  António Sebastião Ribeiro de Spinola  родился 11 апреля 1910 года в небольшом городке Эштремош провинции Алту-Алентежу (ныне округ Эвора региона Алентежу субрегиона Алентежу-Сентрал) в центральной части Португалии в богатой семье. Его отец Антониу Себаштьян ди Спинола позднее занял пост генерального инспектора финансов и главы кабинета министра финансов Португалии Антониу ди Салазара, вскоре ставшего диктатором и основавшего корпоративное «Новое государство».

### Военная карьера
В 1920 году Спинолу отдали в Военный колледж Лиссабона, который он закончил в 1928 году. В том же году он обучался в Политехнической школе Лиссабона. Был направлен инструктором в 4-й кавалерийский полк, где прослужил шесть лет. В 1933 году его повысили в звании до лейтенанта и перевели в 7-й кавалерийский полк. В 1937 году в чине лейтенанта Спинола добровольцем отправился в Испанию, где воевал в войсках Франсиско Франко против Испанской республики. В 1939 году Спинола перевелся из армии в Национальную республиканскую гвардию адъютантом к командующему гвардией генералу Монтейру ди Баррушу, отцу его жены. Премьер-министр Салазар был другом семьи Спинолы и также содействовал его военной карьере. В 1941 году Спинола был направлен в составе португальской миссии в Германию для изучения действий танковых соединений на театре военных действий и структуры германской армии. Как наблюдатель, Спинола в составе войск вермахта побывал на линии фронта в СССР. Посетил участок советско-германского фронта под Ленинградом, в 1942 году в составе португальской миссии наблюдения стал свидетелем Сталинградской битвы. В 1943 году Спиноле присвоили звание капитана и в 1945 году он получил назначение в штаб военного командования на Азорских островах. В 1947 году Спинола был направлен в учебную командировку в Испанию, где изучал опыт испанской Гражданской гвардии. В 1955—1964 годах Спинола входил в состав Национального совета стали. В 1956 году ему было присвоено звание майора. В 1959 году Спинолу назначили на пост командующего Национальной республиканской гвардией Лиссабона. Утверждали, что однажды при разгоне демонстрации майор Спинола верхом на лошади въехал в кафе, преследуя демонстрантов.

### Колониальная война
В 1961 году в звании подполковника был назначен заместителем командира, а затем и командиром 2-го полка. Когда в том же году в Анголе началась война против повстанческой организации МПЛА, Спинола подал рапорт с просьбой направить его туда и организовал механизированную Кавалерийскую группу-345. Вместе с ней Спинола в том же году прибыл в Анголу и прошёл курс специальной оперативной подготовки в Центре военного обучения Графанил (Луанда). Его первая боевая операция была проведена в районе Бесса-Монтейру, затем часть Спинолы была переброшена в провинцию Сан-Салвадор на границе с Конго. В 1963 году он был отозван из Анголы уже в звании полковника. В 1964 году Спинола получил назначение в дирекцию вооружений кавалерии в Лиссабоне. В 1966 году ему было присвоено звание бригадного генерала. В 1967 году Спинола был назначен заместителем командующего Национальной республиканской гвардии.

### Губернатор Португальской Гвинеи
29 мая 1968 года генерал Антониу ди Спинола был назначен губернатором и главнокомандующим вооруженными силами Португальской Гвинеи, в которой шла партизанская война за независимость, возглавляемая партией ПАИГК. Он стал внедрять более современные методы ведения боевых действий, однако понимал, что 30 000 находящихся в колонии португальцев (из которых не все были военными) не могут бесконечно противостоять 600 000 африканцев. Спинола перестал полагаться только на военные пути разрешения колониальной проблемы и начал улучшать условия жизни местного африканского населения, развивать жилищное строительство, здравоохранение и образование. Стали активно проводиться пропагандистские кампании. Лидер ПАИГК Амилкар Кабрал называл политику Спинолы политикой «улыбок и крови». В июле 1969 года Спинола на совещании объявил, что начинается первая фаза операции «За лучшую Гвинею» («Para Gine melor»). Вскоре, 3 августа 1969 года, радио Бисау сообщило, что по его приказу из концентрационного лагеря Таррафал освобождены 92 африканца, в прошлом связанные с ПАИГК. Среди освобождённых были и люди, завербованные португальской политической полицией ПИДЕ и военной разведкой. Одновременно Спинола стал привлекать население колонии к политической жизни, созвав в 1970 году т. н. Народный конгресс, который после этого собирался ежегодно. Ему удалось привлечь на свою сторону часть местных жителей, расколов африканское большинство. В том же 1970 году Спинола установил тайные контакты с ПАИГК, имевшие целью привлечь её к реализации в будущем его плана самоопределения Гвинеи в рамках «Португальской федерации». 20 января 1973 года руками гвинейцев была проведена операция «Barboza», в ходе которой был убит лидер ПАИГК Амилкар Кабрал, убежденный противник компромиссов с Португалией. Обстоятельства ликвидации Кабрала были таковы, что лидер подпольной Социалистической партии Мариу Суариш, договорившийся о встрече со Спинолой на границе с Сенегалом, срочно отказался от неё. Но политика Спинолы не привела к решению колониальной проблемы. 1 сентября 1973 года Спинола оставил пост и вернулся в Португалию, а уже 24 сентября ПАИГК в одностороннем рядке провозгласила независимость Гвинеи-Бисау.

### «Португалия и будущее»
17 января 1974 года Спинола по рекомендации генерала Франсишку да Кошта Гомеша был назначен на созданный специально для него 22 декабря 1973 года пост заместителя начальника Генерального штаба армии Португалии. Но уже через месяц он выпустил книгу, которая расколола не только армию, но и всю политическую элиту Португалии.
Книга называлась «Португалия и будущее». Спинола писал:
Заморские территории необходимы для нашего существования как свободной и независимой нации. Без африканских территорий Португалия станет лишь островком безгласным в огромной Европе и лишится средств, необходимых для самоутверждения среди других наций, — в конце концов, её существование в политическом плане станет чисто формальным и независимость будет полностью подорвана“.
Желать выиграть партизанскую войну путём военного решения — значит заранее признать поражение, если только нет неограниченных возможностей продолжать её бесконечно, превращая её в учреждение. Таково ли наше положение? Конечно, нет.

Любая стратегия, основанная на строгом проведении политики навязывания такого тяжелого военного бремени, в конце концов, приведет к опасности для самих целей национального существования, ради которых и делаются все эти затраты.
Спинола предлагал привлекать местное население колоний к управлению этими территориями. Он предлагал вкладывать деньги не в войну, а делать «мирные капиталовложения». В этих идеях Спинолу поддерживали концерн «Компания ди уньяу фабриль» (КУФ), контролировавший экономику Гвинеи-Бисау, и группа Шампалимо, контролировавшая экономику Анголы и Мозамбика (монопольное производство цемента, чёрная металлургия в Анголе и пр.). Сам Спинола был одним из директоров финансово-промышленной группы Шампалимо. 22 февраля 1974 года книга была издана лиссабонским издательством «Аркадия» (De Spinola A. «Portugal e o futuro». Lisboa, Arcadia, 1974. 224 страницы, тираж 100.000). Свою книгу Спинола прежде всего представил премьер-министру Марселу Каэтану, который стал первым читателем «Португалия и будущее» и полностью одобрил её. Однако подход Спинолы к проблеме колоний вызвал возмущение генералов и офицеров, которые считали делом чести победу в Африке. Каэтану пришлось изменить своё мнение, волна критики обрушилась на Спинолу и на Кошту Гомиша, который разрешил публикацию книги. Противоборство в руководстве страны и армии привело к тому, что 14 марта 1974 года Кошта Гомиш и Антониу ди Спинола были сняты со своих постов в Генеральном штабе. Но книга Спинолы приобрела невиданную популярность в Португалии. Её называли «португальской Библией», о ней писала пресса не только Европы и США, но и Советского Союза. А через два года, когда популярность Спинолы сошла на нет, его авторство было поставлено под сомнение. В январе 1976 года некий офицер сообщил редакции газеты «Диариу ди Лижбоа», что книгу «Португалия и будущее» написал он во время своего отпуска в 1972 году по просьбе Спинолы, за несколько десятков тысяч эскудо.

### Революция гвоздик
Опальный генерал был слишком популярен, чтобы исчезнуть с политической арены. Уже 7 апреля 1974 года представитель подпольной армейской организации «Движение капитанов» Карлуш Мораиш по просьбе Отелу Сарайвы ди Карвалью познакомил Спинолу с проектом программы «Движения» и попросил назвать имена двух генералов для введения их в состав будущего Совета национального спасения. Спинола внёс изменения в программу и назвал генерала авиации Диогу Нету и бригадного генерала Сильвериу Маркиша.
Спинола вспоминал: 
Я узнал о готовящейся революции лишь за две недели до 25 апреля. Они хотели убедить меня, что я нужен для спасения отечества, и изложили мне программу своего движения. Я сказал им, что приму участие только в том случае, если они имеют в виду государственную форму (правления) по западному образцу. После этого я созвал семейный совет, которому задал вопрос, должен ли я принять участие в этой революции…
13 апреля представители «Движения капитанов» предложили Спиноле должность начальника Генерального штаба, а Коште Гомишу — президента Португалии. На следующий день, 14 апреля, Спинола пригласил к себе Кошту Гомиша и ознакомил его с предложениями заговорщиков. Тот отказался, тем самым открыв Спиноле дорогу к будущей верховной власти. В тот же день Спинола вновь провёл переговоры с Карлушем Мораишем, а 15 апреля на совещании в доме Симона Телеша руководители «Движения капитанов» согласились с составом будущего правительства Португалии во главе со Спинолой. Позднее утверждали, что Спинола сказал Мораишу — «Да, что-то нужно сделать для этой страны, но, пожалуйста, постарайтесь без насилия…» Дату восстания офицеры от Спинолы скрывали и собирались сообщить только за несколько часов до начала операции. Представитель Спинолы капитан Антониу Рамуш в 21.00 24 апреля должен был встретиться для этого с Отелу Сарайва ди Карвалью, но по каким-то причинам информация до Спинолы не дошла… 25 апреля 1974 года, когда началось вооружённое выступление, адъютант разбудил Спинолу в 4 часа утра и сообщил, что переворот начался. «Какой ещё переворот?» — не понял генерал. «Тот, которого ждали все», — ответил адъютант. «Ну что же, поскольку вы меня всё равно вытащили из постели, я послушаю радио», — сказал Спинола и в тапочках пошёл к радиоприёмнику. Он слушал сообщения несколько часов и в 9 утра, когда победа «Движения капитанов» стала очевидной, воскликнул — «Браво!»

### Четыре с половиной месяца президентства
В 18.00 25 апреля генерал Антониу ди Спинола принял верховную власть из рук смещённого премьер-министра Марселу Каэтану в казармах Карму, а в ночь на 26 апреля 1974 года вместе с другими членами Совета национального спасения выступил по телевидению. В стране были восстановлены демократические свободы, объявлена амнистия политическим заключённым. 29 апреля Спинола заявил о новом принципе отношений с колониями, основанном на консультациях с их коренным населением. Деколонизация должна была быть поэтапной: прекращение огня, преобразование повстанческих движений в политические партии, референдум о самоопределении в рамках федерации или ассоциации с Португалией…".
15 мая генерал Антониу ди Спинола принёс присягу президента Португальской республики. На торжественной церемонии в Зеркальном зале дворца «Келуш» Спинола заявил: 
Мои первые слова обращены к нашим славным вооружённым силам, прежде всего к молодым офицерам, которые спасли родину от грядущей трагедии. Португальцы никогда не забудут этого. Что касается меня, то я буду верен Программе Движения вооружённых сил и мандату, полученному от него. Никогда не будут преданы надежды, пробуждённые в сердцах португальцев 25 апреля!
Он заявил, что оставит должность президента и вернётся на службу в армию после выборов в Учредительное собрание. Будучи поклонником бывшего президента Франции генерала Шарля де Голля, Спинола видел себя в роли лидера, на которого, как и на де Голля, возложена миссия вывести свою страну из кризиса и создать новую Португалию. Однако если генерал мог положиться на поддержку Совета национального спасения и премьер-министра Аделину да Палма Карлуша, то совершившие революцию офицеры из Движения вооружённых сил (ДВС) имели свои взгляды на будущее Португалии.
В июле Спинола попытался реализовать свой политический план, решив направить членов Координационной комиссии ДВС на службу в периферийные гарнизоны. В рамках этого плана 5 июля премьер-министр Палма Карлуш без консультаций со всем составом правительства потребовал от Государственного совета расширения своих полномочий для «более эффективного исполнения» обязанностей, а также проведения выборов Президента в ближайшие три месяца, проведение референдума по временной Конституции и отсрочки выборов в Учредительное собрание до декабря 1976 года. Это могло означать установление в стране президентского режима и победу Спинолы на президентских выборах сентября-октября 1974 года. Однако требование премьер-министра было отвергнуто, а сам он отправлен в отставку. Премьер-министром стал противник Спинолы полковник Вашку Гонсалвиш, а Движение вооружённых сил взяло под свой контроль дислоцированные в метрополии воинские части (около 5.000 военнослужащих), создав Оперативное командование на континенте (КОПКОН) во главе с генералом Отелу Сарайвой ди Карвалью. Не имел успеха и план Спинолы по решению колониальной проблемы — повстанческие движения Анголы, Мозамбика, Гвинеи-Бисау, Островов Зелёного Мыса, Сан-Томе и Принсипи и Восточного Тимора требовали немедленного предоставления независимости и не намеревались вступать с Португалией в ассоциацию или федерацию. 27 июля 1974 года Антониу ди Спинола пошёл на уступки и пообещал передать власть населению трёх африканских колоний. Он заявил — «Мы готовы теперь же начать процесс передачи власти населению территорий Гвинеи, Анголы и Мозамбика». 26 августа в Алжире было подписано соглашение о прекращении военных действий в Португальской Гвинее и о признании её независимости. 15 сентября Спинола встретился на Островах Зелёного Мыса с руководителями повстанческих организаций Анголы ФНЛА и УНИТА и президентом Заира Мобуту. Однако кризис назревал в самой Португалии.

### Между двух кризисов
Усиливавшееся противостояние Спинолы и его сторонников с одной стороны, и левых офицеров в ДВС в конце сентября вылилось в прямое противостояние, которое Спинола проиграл. 30 сентября 1974 года он оставил должность президента, заявив, что теперь страну ждут «кризис и хаос». Однако в армии у бывшего президента оставалось немало сторонников, а многие офицеры просто не разделяли левых убеждений новых правителей страны. 21 декабря 1974 года британский журнал «The Economist» (Лондон) опубликовал статью «It`s not lost yet» («Ещё не всё потеряно»), в которой утверждалось, что Спинола ещё может получить поддержку большинства офицерского корпуса.
Рассчитывая на то, что его поддержит почти вся армия, весной 1975 года генерал Антониу ди Спинола решился на попытку государственного переворота в надежде предотвратить движение Португалии к социализму. Но выступление 11 марта 1975 года оказалось крайне неудачным, не встретило почти никакой поддержки офицерского корпуса и привело к устранению самого Спинолы с политической арены. С группой верных ему офицеров генерал бежал на вертолёте в Испанию. Позже Мариу Соариш в своих мемуарах обвинял Спинолу в том, что «начав войну с коммунистами, он, в конце концов, значительно облегчил им задачу».

### В изгнании
В Испании Антониу ди Спинола остановился в Мадриде, на улице Капитана Айя, 41, квартира Е. 13 марта он вылетел в Бразилию, но власти страны отказались принять его. Самолёт Спинолы приземлился в Буэнос-Айресе, но и правительство Аргентины не захотело предоставить ему политическое убежище. Только после того, как Спинола больше 30 часов провёл в самолете, президент Бразилии генерал Эрнесту Гайзел согласился на въезд генерала в страну. На рассвете 15 марта 1975 года Антониу ди Спинола приземлился в Бразилии. 21 марта по решению Революционного совета генерал Антониу ди Спинола, майор Жозе Саншеш Озориу и ещё 16 офицеров были уволены из вооружённых сил, с приостановлением действия политических прав. Вечером 23 марта командующий Северным военным округом полковник Эурику Корвашу, известный своими левыми убеждениями, собрал журналистов в штабе округа в городе Порту и заявил им, что военная разведка раскрыла существование «Португальской армии освобождения» (ELP) со штаб-квартирой в Мадриде, которая первоначально была связана со Спинолой (впоследствии праворадикальная ELP сочла Спинолу излишне мягким и перешла к самостоятельной террористической деятельности). Утверждали, что, штаб «армии» находился в том же доме по улице Капитана Айя, 41 в Мадриде, где останавливался Спинола. В июле Спинола неожиданно покинул Рио-де-Жанейро и прибыл в Европу, чтобы вернуться к политической деятельности. Началась серия его переговоров с влиятельными политиками Европы и США. Несколько дней он провел в Париже ни с кем не встречаясь, затем отправился в Кёльн, где беседовал с банкиром Германом Йозефом Абсом и лидером ХСС ФРГ Францем Йозефом Штраусом. Из Кёльна Спинола вылетел в Мадрид, где встретился с послом США в Португалии Фрэнком Карлуччи. После этого он основал Демократическое движение за освобождение Португалии (порт.  Movimento Democrático de Libertação de Portugal, MDLP), которое начало организовывать террористические акты в городах Португалии. 31 июля в интервью газете «Le Mond» Спинола заявил, что по ряду вопросов его взгляды совпадают с позицией Португальской социалистической партии, и он поддерживает ПСП и Народно-демократическую партию в их требованиях обеспечить свободу и демократию для португальского народа.
3 сентября Спинола прибыл в Париж и остановился в отеле «Шератон» на Монпарнасе, где встретился с португальскими миллиардерами Жорже Жардином и Антониу Шампалимо. Через несколько дней он негласно пересек на машине границу Франции и Швейцарии в районе Коль-де-ла-Фосиль и 8 сентября прибыл в Лозанну, где встретился с вице-президентом концерна ИТТ Джоном Маккоуном. 12 сентября он объявил в Париже о плане дестабилизации экономической и политической обстановки в Португалии и Анголе и призвал начать сбор средств на эти цели. 13 сентября Спинола получил постоянный вид на жительство в Швейцарии. 23 сентября он заявил, что считает главной задачей своей организации, MDLP, создание единого фронта для борьбы с «установившейся в стране марксистской диктатурой». 8 декабря на заседании директората Демократического движения за освобождение Португалии в Мадриде Спинола назначил капитана 1-го ранга Алпоина Калвана вторым человеком в организации. В марте 1976 года Спинола заявил журналисту из ФРГ Гюнтеру Вальрафу: 
Наш главный враг — коммунистическая партия, и мы ведём против неё наступательную борьбу… Задача Демократического движения освобождения Португалии состоит в полном искоренении коммунизма».
Однако после ноябрьского кризиса 1975 года ситуация в Португалии изменилась и Спинола распустил свою организацию. Страна возвращалась к конституционному правлению, революционный процесс закончился и террористические методы Демократического движения за освобождение Португалии были уже неуместны.

### Возвращение
В августе 1976 года Спинола вернулся в Португалию и был восстановлен в политических правах. Он с женой поселился в уединении в уютной вилле близ Лиссабона и продолжил писать книги. В октябре того же года еженедельник «Tempo» начал публикацию отрывков его мемуаров «На службе у Португалии». Одновременно Спинола написал и ещё две книги, в том числе «Революция, которую предали». В 1979 году его восстановили в армии. В декабре 1981 года Революционный совет Португалии присвоил Спиноле высшее в португальской армии звание маршала.

### Последние годы
5 февраля 1987 года президент Мариу Суареш наградил Спинолу Большим крестом ордена Башни и Меча (порт. Ordem Militar da Torre e Espada) и сделал пожизненным канцлером Ордена воинского почёта (порт. Ordens Honoríficas Militares). Соариш заявил, что Спинола проявил «военный героизм и гражданское мужество, был символом Апрельской революции и первым президентом Республики после диктатуры».
Он по-прежнему не участвовал в политической жизни страны и появлялся только на церемониях, посвящённых очередной годовщине Революции гвоздик. В 1995 году Спинола начал проходить лечение заболевания легких в военном госпитале Лиссабона.
Антониу Себаштьян Рибейру ди Спинола скончался в ночь на 13 августа 1996 года в военном госпитале Лиссабона в возрасте 86 лет. Представители армии сообщили, что его смерть вызвана лёгочной эмболией.
5 июля 2023 года был посмертно награждён степенью Большого Креста Ордена Свободы.

## Частная жизнь
В 1932 году Спинола женился на богатой аристократке Марии-Элене Мартин Монтейру ди Барруш (порт. Maria Helena Martin Monteiro de Barros). Она пережила своего мужа.
Спинола был полувегетарианцем (ел рыбу и овощи), был большим любителем чтения (предпочитал романы, поэзию, работы по философии, экономике и военной стратегии), высоко ценил юмор. Предпочитал командовать в зоне военных действий в перчатках, с моноклем и стеком.

## Память
Спинолу официально рассматривают как «символ перехода от авторитарного режима Салазара и Каэтану к плюралистической демократии».
Он был из тех людей «которыми одни восхищаются, а другие ненавидят, но, в конечном счете, он был хорошим солдатом, но плохим политиком».
Авторы официального сайта Президента Португалии находят нечто общее между Спинолой и Жозе Мендишем Кабесадашем, который после переворота 28 мая 1926 года принял власть у президента Бернардину Машаду Гимарайнша и надеялся привести страну к подлинной демократии.
- 11 апреля 2010 года исполнилось 100 лет со дня рождения Антониу ди Спинолы. Власти и общественность Португалии отметили эту дату торжественными мероприятиями в которых участвовали президент Анибал Каваку Силва, бывшие президенты страны, португальские военачальники, политики и общественные деятели. В воскресенье, 11 апреля 2010 года на карте Лиссабона появился проспект маршала Спинолы, продолжающий проспект Соединённых Штатов Америки. Президент Каваку Силва и инициатор торжеств мэр Лиссабона Антониу Кошта открыли памятную доску, сняв с неё национальный флаг[29]. Каваку Силва назвал это событие «актом справедливости». «Как и все великие личности, Антониу Себаштьян Рибейру ди Спинола был спорной фигурой, распалявшей страсти. Его харизма никого не оставляет равнодушным. Португалия наградила его высшим отличием, но я не уверен, что мы всегда жили по явленному им примеру»[30] — сказал президент.

## Сочинения
PRINCIPAIS OBRAS PUBLICADAS
- Por Uma Guiné Melhor, publicado em 1970;
- Linha de Acção, em 1971;
- No Caminho do Futuro, em 1972,
- Por Uma Portugalidade Renovada, em 1973 , собрание сочинений в четырёх томах
- Portugal e o Futuro, publicado em 1974.
- Ao Serviço de Portugal, publicado em 1976.
- País sem Rumo, publicado em 1978.

## Награды
Награды Португалии
| Страна     | Дата                          | Награда                                           | Награда                                                   | Литеры |
| ---------- | ----------------------------- | ------------------------------------------------- | --------------------------------------------------------- | ------ |
| Португалия | 15 мая — 30 сентября 1974     | Кавалер Тройного ордена как Президент Португалии  | Кавалер Тройного ордена как Президент Португалии          |        |
| Португалия | 13 февраля 1987 —             | Кавалер Большого креста                           | Военного Ордена Башни и Меча, Доблести, Верности и Заслуг | GCTE   |
| Португалия | 15 мая — 30 сентября 1974     | Гроссмейстер                                      | Военного Ордена Башни и Меча, Доблести, Верности и Заслуг |        |
| Португалия | 6 июля 1973 — 13 февраля 1987 | Гранд-офицер                                      | Военного Ордена Башни и Меча, Доблести, Верности и Заслуг | GOTE   |
| Португалия | 15 мая — 30 сентября 1974     | Гроссмейстер                                      | ордена Христа                                             |        |
| Португалия | 1945 —                        | Гранд-офицер                                      | ордена Христа                                             | GOC    |
| Португалия | 15 мая — 30 сентября 1974     | Гроссмейстер                                      | ордена Святого Беннета Ависского                          |        |
| Португалия | 16 мая 1959 —                 | Командор                                          | ордена Святого Беннета Ависского                          | ComA   |
| Португалия | 23 января 1948 — 16 мая 1959  | Офицер                                            | ордена Святого Беннета Ависского                          | OA     |
| Португалия | 15 мая — 30 сентября 1974     | Гроссмейстер Военного ордена Святого Якова и Меча | Гроссмейстер Военного ордена Святого Якова и Меча         |        |
| Португалия | 15 мая — 30 сентября 1974     | Гроссмейстер ордена Инфанта дона Энрике           | Гроссмейстер ордена Инфанта дона Энрике                   |        |
| Португалия | 15 мая — 30 сентября 1974     | Гроссмейстер ордена Народного образования         | Гроссмейстер ордена Народного образования                 |        |
| Португалия | 15 мая — 30 сентября 1974     | Гроссмейстер ордена Колониальной империи          | Гроссмейстер ордена Колониальной империи                  |        |
| Португалия | —                             | Золотая медаль Военной доблести                   | Золотая медаль Военной доблести                           | MOVM   |
| Португалия | —                             | Серебряная медаль Военной доблести                | Серебряная медаль Военной доблести                        | MPVM   |
| Португалия | —                             | Серебряная медаль «За выдающиеся заслуги»         | Серебряная медаль «За выдающиеся заслуги»                 | MPSD   |
| Португалия | —                             | Медаль «За военные заслуги» 2 класса              | Медаль «За военные заслуги» 2 класса                      | MSMM   |
| Португалия | —                             | Медаль «За военные заслуги» 3 класса              | Медаль «За военные заслуги» 3 класса                      | MTMM   |
| Португалия | —                             | Золотая медаль «За образцовое поведение»          | Золотая медаль «За образцовое поведение»                  | MOCE   |
| Португалия | —                             | Памятная медаль «За кампании» (Ангола)            | Памятная медаль «За кампании» (Ангола)                    | MC     |
| Португалия | —                             | Памятная медаль «За кампании» (Гвинея)            | Памятная медаль «За кампании» (Гвинея)                    | MC     |

Награды иностранных государств
| Страна  | Дата вручения   | Награда                                              | Награда                                              | Литеры |
| ------- | --------------- | ---------------------------------------------------- | ---------------------------------------------------- | ------ |
| Испания | —               | Кавалер Большого креста Военных заслуг               | Кавалер Большого креста Военных заслуг               |        |
| Испания | 20 марта 1989 — | Кавалер Большого креста ордена Изабеллы Католической | Кавалер Большого креста ордена Изабеллы Католической |        |